# Meknassi
Meknassi (àrab: المكناسي, al-Miknāsī) és una ciutat de Tunísia a la governació de Sidi Bou Zid, situada uns 50 km al sud de Sidi Bou Zid, la capital. La municipalitat té 14.068 habitants, i la ciutat n'és el centre. És capçalera d'una delegació amb 24.810 habitants

## Economia
L'activitat econòmica està basada en l'agricultura (cereals, llegums i fruites) i la seva comercialització.

## Orografia
Té al sud les muntanyes anomenades Djebel Bou Hedma i Djebel Bou Daouaou.

## Cultura
Fou la regió del Banu Hammama, àrabs nòmades que en esdevenir sedentaris van originar la ciutat. Els cavalls de pura sang àrab són un producte local característic i cada any s'hi celebra un festival dedicat a aquestos animals. Cap a l'oest hi ha una àrea natural sensible que arriba fins a Menzel Bouzaïene.

## Administració
Com a delegació o mutamadiyya, duu el codi geogràfic 43 58 (ISO 3166-2:TN-12) i està dividida en nou sectors o imades:
- El Jebbes (43 58 51)
- Gheris Ouest (43 58 52)
- Mech (43 58 53)
- Meknassy Est (43 58 54)
- Meknassy Ouest (43 58 55)
- Meknassy Nord (43 58 56)
- Ezzouarâa (43 58 57)
- El Mabrouka (43 58 58)
- Ennasr (43 58 59)

Al mateix temps, forma una municipalitat o baladiyya (codi geogràfic 43 17).